# بورجو سان جياكومو
بورجو سان جياكومو (بريشيان: بورغ سان جياكوم ) هي إحدى مدن مقاطعة بريشيا الواقعة في لومباردي .